# Mistrovství světa v atletice 2011 – Muži 400 metrů
 Běh na 400 metrů mužů na Mistrovství světa v atletice 2011 se uskutečnil 28., 29. a 30. srpna. Ve finálovém běhu zvítězil devatenáctiletý reprezentant Grenady Kirani James. Závodu se zúčastnil i tělesně postižený atlet Oscar Pistorius.

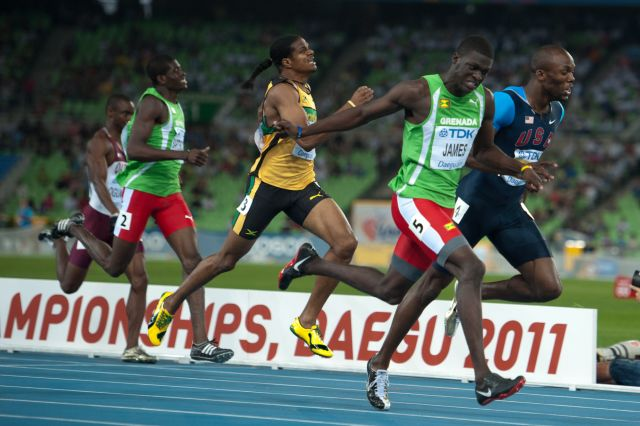
doběh závodu

## Výsledky finálového běhu
| *                | jméno               | země                      | čas   |
| ---------------- | ------------------- | ------------------------- | ----- |
| Zlatá medaile    | Kirani James        | Grenada                   | 44,60 |
| Stříbrná medaile | LaShawn Merritt     | USA                       | 44,63 |
| Bronzová medaile | Kévin Borlée        | Belgie                    | 44,90 |
| 4                | Jermaine Gonzales   | Jamajka                   | 44,99 |
| 5                | Jonathan Borlée     | Belgie                    | 45,07 |
| 6                | Rondell Bartholomew | Grenada                   | 45,45 |
| 7                | Tabarie Henry       | Americké Panenské ostrovy | 45,55 |
| 8                | Femi Seun Ogunode   | Katar                     | 45,55 |